# أولاد علي الواد (برادية)
أولاد علي الواد هي إحدى مشيخات المملكة المغربية، تتبع جغرافيا لإقليم الفقيه بن صالح وإداريًا لبرادية. يقدر عدد سكانها بـ 8635 نسمة حسب الإحصاء الرسمي للسكان والسكنى لسنة 2004.